# 吴自立
吴自立（1902年—1975年），中国人民解放军将领、中国人民解放军开国少将。
1899年4月4日出生于平江县嘉义镇一个贫苦手工业者家庭。
1926年参加革命。当时在湖南平江县献钟做鞭炮，参加打土豪分田地、平江“二月扑城”。在献钟当区委书记。后来平江白色恐怖严重，到江西修水当区委书记。1928年12月加入中国共产党，同时参加游击队。任红五军二纵队特务大队长。1930年7月任红八军六师七团团长。由于“左”倾教条主义的影响，被戴上反对政治委员制度的帽子，1932年10月被开除党籍、撤销代理师参谋长与作战教育科科长的职务，下到军团司令部当通信员。长征中当了28天通信员，后当“设营队长”、红一方面军司令部股长。
长征到达陕北后，先后任科长、军委第四局局长、八路军驻西安办事处采办委员会副主任。1937年10月任新四军军部副官处处长、中共湘鄂赣特委军事部部长。中央军委后勤经济建设处处长、军委经济建设部副部长、陕甘宁边区物资局关中分局局长。
第二次国共内战时期，任热辽军区后勤部副部长、东北航务局局长、东北航政总局局长。1949年随四野南下，任武汉市军管会航运处处长兼招商局汉口分公司经理、中南军区支前司令部副司令员。
1949年后，任中南军政委员会交通部副部长、中南军区军事运输部部长、中南军区后勤部副部长、广州军区公安军兼广东省军区副司令员、湖南省军区副司令员等职。1955年，授予中国人民解放军少将。
主创电影故事片《怒潮》，1963年在全国公映。